# Calodipoena mooatae
Calodipoena mooatae là một loài nhện trong họ Mysmenidae.
Loài này thuộc chi Calodipoena. Calodipoena mooatae được L. Baert miêu tả năm 1988.